# Luisa Baptista
Luisa Baptista (15 de junio de 1994) es una deportista brasileña que compite en triatlón. Ganó dos medallas en los Juegos Panamericanos de 2019, y seis medallas en el Campeonato Panamericano de Triatlón entre los años 2016 y 2022.

## Palmarés internacional
| Juegos Panamericanos    | Juegos Panamericanos      | Juegos Panamericanos | Juegos Panamericanos |
| Año                     | Lugar                     | Medalla              | Prueba               |
| ----------------------- | ------------------------- | -------------------- | -------------------- |
| 2019                    | Lima (Perú)               | Medalla de oro       | Individual           |
| 2019                    | Lima (Perú)               | Medalla de oro       | Relevo mixto         |
| Campeonato Panamericano |                           |                      |                      |
| Año                     | Lugar                     | Medalla              | Prueba               |
| 2016                    | Buenos Aires (Argentina)  | Medalla de oro       | Individual           |
| 2018                    | Brasilia (Brasil)         | Medalla de oro       | Individual           |
| 2018                    | Sarasota (Estados Unidos) | Medalla de bronce    | Relevo mixto         |
| 2019                    | Monterrey (México)        | Medalla de oro       | Relevo mixto         |
| 2022                    | Montevideo (Uruguay)      | Medalla de oro       | Individual           |
| 2022                    | Montevideo (Uruguay)      | Medalla de oro       | Relevo mixto         |